# Ursus 1201
Ursus 1201 – ciężki ciągnik rolniczy produkcji zakładów Ursus w Warszawie, zbudowany na bazie ciągnika C-385.

## Historia modelu
Ciągnik Ursus 1201 opracowany został na podstawie C-385. Unifikacja posunięta do tego stopnia, że 85% części było wspólnych dla tych modeli. Podstawowe różnice dotyczą nowego, większego silnika, dzięki czemu wzrosły udźwig podnośnika hydraulicznego i siła uciągu.
W ciągniku tym zastosowano skrzynię przekładniową z hydraulicznie sterowanym wzmacniaczem momentu, co umożliwiło zwiększenie momentu obrotowego pod obciążeniem, bez konieczności rozłączania sprzęgła. Wyposażono go także w podnośnik hydrauliczny z regulacją siłową, pozycyjną i mieszaną. Wałek odbioru mocy silnika posiada 2 znamionowe prędkości obrotowe: 540 i 1000 obr./min. Mechanizm kierowniczy posiada wspomaganie hydrauliczne, a koło kierownicy umocowane jest przegubowo. Poza tym na ciągniku nadbudowano 2-osobową kabinę kierowcy z wentylacją i nagrzewaniem.
Seryjną produkcję tego modelu rozpoczęto 4 października 1973.
Ciągnik ten należał do serii ciągników produkowanych w ramach współpracy krajów socjalistycznych – Czechosłowacji (Zetor), Polski (Ursus) i Jugosławii (IMT).
W wersji z napędem na cztery koła miał oznaczenie 1204. Po zmodernizowaniu konstrukcji silnika w celu umożliwienia współpracy z turbosprężarką zwiększono moc silnika, a ciągnik miał oznaczenie 1604.
Produkcję modelu zakończono prawdopodobnie w 1980 roku po wyprodukowaniu ponad 3000 sztuk modelu.

## Dane techniczne
- silnik – Z8601[2], 4-suwowy
- pojemność – 6842 cm³
- liczba cylindrów – 6
- średnica i skok tłoka – 110/120 mm
- moc – 82,4 kW (112 KM)
- pompa paliwowa – Motorpal PP6M85k1c-2469
- sprzęgło – jednotarczowe suche, 325 mm, produkcji Zbrojovka Brno
- liczba biegów do jazdy w przód – 8 (ze wzmacniaczem momentu, podwójna liczba biegów)
- liczba biegów wstecznych – 4 (ze wzmacniaczem momentu, podwójna liczba biegów)
- prędkość jazdy – 1,83–25,5 km/h
- masa ciągnika gotowego do pracy – 5020 kg
- siła uciągu – 44,3 kN (4520 kG)
- jednostkowe zużycie paliwa – 245 g/Kwh
- podnośnik – produkcji Archimedes Wrocław
- udźwig podnośnika – 29,9 kN (3050 kG)